# マーシャル・ヤンダ
マーシャル・ヤンダ（Marshal Yanda 1984年9月15日- ）アイオワ州シーダーラピッズ出身の元アメリカンフットボール選手。2007年シーズンから2019年シーズンまでNFLのボルチモア・レイブンズに所属していた。現役時代のポジションはオフェンシブラインマン。ガードとタックルのそれぞれで起用されていた。現役時代をレイブンズ一筋で過ごしたフランチャイズ・プレイヤーであった。

## 経歴

### プロ入り前
シーダーラピッズで生まれた彼は、郊外にあるアナモサで育った。高校時代は、アメリカンフットボールだけでなく、バスケットボールや陸上競技でも活躍した。地元アイオワ大学への進学を希望していたが、高校でトラブルを起こしてしまったことから、アイオワ州メイソンシティにあるノースアイオワエリアコミュニティカレッジへ進学した。2年間をコミュニティカレッジで過ごした後、アイオワ大学へ転校、ちょうどアイオワ大学がオフェンスラインマンを必要としていたこともあり、彼はプレイする機会を得られた。2005年、最初の4試合で左ガードとして先発、その後右タックルとして先発出場した。2006年も右タックルとして先発出場、シーズン最後の6試合中5試合は、左タックルとして先発出場した。この年彼は、チームMVPに選ばれ、ビッグ・テン・カンファレンスのセカンドチームにも選ばれた。

### ボルチモア・レイブンズ
2007年のNFLドラフト3巡でボルチモア・レイブンズに指名した。レイブンズは彼を指名する際に、4巡、5巡、6巡をトレードして、トレードアップして彼を指名した。ミニキャンプでは、左右のタックルの控えを務めた。同年7月、レイブンズと3年契約を結んだ。9月14日のシンシナティ・ベンガルズとの開幕戦で、左タックルのジョナサン・オグデンが負傷したことから、右タックルから左タックルに移ったアダム・テリーの代わりに右タックルとして途中出場した。この年、全16試合に出場し、12試合では右タックルとして先発出場した。
2008年、右ガードとして先発出場したが、5試合目のインディアナポリス・コルツ戦でひざを負傷し、故障者リスト入りした。
2009年、怪我から復帰した彼は、チーム史上2位となる5,619ヤードをトータルで獲得したオフェンスを支え、プレーオフにも初出場した。
2010年、トレーニングキャンプで、ジャレッド・ゲイサーがシーズン絶望となったことから、右タックルで全16試合及びプレーオフ2試合で先発出場した。スポーツ・イラストレイテッドのピーター・キングからは、オールプロに選ばれた。
2011年7月26日に5年3200万ドルで契約延長を果たした。この年、右ガードに戻り、全16試合で先発出場し、オールプロセカンドチームに選ばれた。チームは、AFCチャンピオンシップゲームで、ニューイングランド・ペイトリオッツに20-23で敗れ、スーパーボウルまで後一歩のところで敗れた。
2012年、プロボウル、オールプロセカンドチームに選ばれる活躍を見せて、チームの第47回スーパーボウル優勝に貢献した。
2013年、3度目のプロボウルに選出された。
2017年は、9月に怪我を負いシーズンの大半を棒に振ることとなったが、このシーズンを除いた2011年から2019年シーズンまで、毎年プロボウルに選出された。
2020年3月に現役引退を表明した。

## 人物
パスプロテクション、ランブロックのそれぞれで優れている。